# Liste de spécialités culinaires marocaines
Cet article présente une liste de spécialités culinaires marocaines.

## Entrées, salades et accompagnements
| Appellation culinaire | Darija                              | Image   | Service                              | Description | Région d'origine |
| --------------------- | ----------------------------------- | ------- | ------------------------------------ | --- | ---------------- |
| Zaalouk               | zaâlouk (en tmzgt : ⵣⴰⵄⵍⵓⴽ) / زعلوك |         | Entrée, servir tiède ou froid        | Il s'agit d'un caviar d'aubergines grillées et de tomates à la texture onctueuse, relevé aux épices, herbes, ail et à l'huile d'olive du Maroc. | Maroc            |
| Taktouka              | taktouka / تكتوكة                   | [image] | Entrée, servir tiède ou froid        | Entrée épicée, préparée à base de poivrons grillés, de tomates, huile d'olive, ail, persil et épices. | Maroc            |
| Briouate              | briwate / بريوات                    |         | Entrée, servir tiède, froid ou chaud | Petits feuilletés traditionnels rectangulaires, confectionnés avec les feuilles traditionnelles marocaines appelées « warqa » (feuilles transparentes). Dans leur variante salée, les briouates sont préparées de différentes manières : avec du poulet et des amandes, à la viande hachée, fromage et à la patate ou aux légumes ou aux fruits de mer etc..les variétés sont infinies. | Maroc            |

## Soupe, potage et velouté
| Appellation culinaire | Darija                                                    | Image | Service                            | Description | Région d'origine |
| --------------------- | --------------------------------------------------------- | ----- | ---------------------------------- | --- | ---------------- |
| Harira de Fès         | Harira fāssiya / حريرة فاسية                              |       | Hors-d'œuvre, entrée, servir chaud | La harrira de Fès se prépare avec de la viande, des oignons, de l'huile d'olive, des épices (curcuma, gingembre, sel et poivre), du persil, coriandre, pois-chiches, beurre rance, citron, céleri, tomates, des lentilles et des vermicelles. | Fès,             |
| Boufertouna           | de l'espagnol « buena fortuna (bonne chance) » / بوفرتونة |       | Hors-d'œuvre, entrée, servir chaud | Variante de la harira marocaine, cette soupe est caractérisée par la diversité de ses saveurs et ingrédients. | Rabat            |

## Plats et spécialités
| Appellation culinaire                                         | Darija                                                                                         | Image   | Service                                      | Description | Région d'origine                                                                        |
| ------------------------------------------------------------- | ---------------------------------------------------------------------------------------------- | ------- | -------------------------------------------- | --- | --------------------------------------------------------------------------------------- |
| Couscous                                                      | سكسو (seksu / ⵙⴽⵙⵓ) كسكسو (keskesu / ⴽⵙⴽⵙⵓ) كسكس (couscous)                                    |         | Plat principal                               | Plat national au Maroc, le couscous est une appellation générique de plusieurs recettes régionales. Il existe dans la gastronomie marocaine plus de 60 recettes différentes du couscous. |                                                                                         |
| Couscous aux sept légumes                                     | couscous b' seb'â kodhar ou couscous b' seb'â kodhari / كسكس بسبع خضر / بسبع خضاري             |         | Plat principal, servir chaud                 | Appelé « fityani » (couscous des soldats) au moyen-âge, ce couscous marocain se compose de divers légumes : carottes, citrouilles, courgettes, navets, choux, pois chiches, fenouil et fèves, accompagné de son bouillon épicé. | Maroc,                                                                                  |
| Couscous de trois ou quatre viandes                           | couscous malaki / كسكس ملكي                                                                    |         | Plat principal, servir chaud                 | Couscous composé de plusieurs viandes (trois ou quatre). Généralement de brochettes de viandes rouges et blanches marinées et épicées,appelées « Qotban », de Kefta et de Merguez, épicées aux épices marocaines. | Maroc,                                                                                  |
| Couscous de trois ou quatre viande avec Tfaya                 | cousous malaki bel tfaya كسكس ملكي بالتفاية                                                    |         | Plat principal, servir chaud                 | Couscous composé (de plusieurs viandes) et aux légumes, auquel la garniture Tfaya est ajoutée. | Maroc                                                                                   |
| Cousous à la Tfaya                                            | couscous bel tfaya / كسكس بالتفاية                                                             |         | Plat principal, servir chaud                 | Variété sucrée et salée du couscous marocain, composée de semoule et de la Tfaya (mélasse d'oignons et raisins caramélisés), décoré avec des amandes frites et de la cannelle. | Maroc                                                                                   |
| Couscous Tfaya au poulet                                      | couscous djej b'tfaya / كسكس دجاج بالتفاية                                                     |         | Plat principal, servir chaud                 | Couscous Tfaya (garniture sucrée d'oignons et de raisins secs caramélisés), auquel le poulet (ou l'agneau) dans son bouillon épicé est ajouté. | Maroc                                                                                   |
| Couscous aux sept légumes à la Tfaya                          | couscous b' seb'â kodhari wa tfaya / كسكس بسبع خضاري و التفاية                                 |         | Plat principal, servir chaud                 | Couscous sucré/salé. Il s'agit du couscous traditionnel aux sept légumes auquel la garniture Tfaya est rajoutée. | Maroc                                                                                   |
| Couscous à la viande et aux pruneaux                          | couscous bel lham wa el berqoq / كسكس باللحم و البرقوق                                         | [image] | Plat principal, servir chaud                 | Couscous sucré-salé. Il est notamment possible de le préparer dans sa variante au poulet. | Maroc                                                                                   |
| Couscous aux œufs et aux amandes                              | couscous bel baïd wa el louz / كسكس بالبيض واللوز                                              |         | Plat principal, servir chaud                 | Variété du couscous marocain, préparé à base de viande ovine, de tfaya, des amandes frites et des œufs bouillis. | Rabat                                                                                   |
| Couscous à la semoule de maïs                                 | couscous baddaz / كسكس بداز                                                                    | [image] | Plat principal, servir chaud                 | Le terme « baddaz » est utilisé pour désigner une variété du couscous marocain fait de semoule de maïs. Accompagné, généralement de crustacés et poisson, mais peut-être accompagné de viandes et légumes. | Souss, Mogador (Essaouira) et Safi                                                      |
| Poulet farci au couscous,                                     | djej m'âmmer bel couscous                                                                      | [image] | Hors-d'œuvre ou plat principal, servir chaud | Poulet rôti et safrané farci à la semoule de couscous et aux amandes, accompagné de son bouillon épicé. Existe dans sa version aux coquelets, décorés d'amandes effilées grillées. | Maroc                                                                                   |
| Couscous Medfoun au poulet et aux amandes                     | couscous medfoun b'edjaj / كسكس مدفون بالدجاج                                                  | [image] | Plat principal, servir chaud                 | Réalisé avec de la semoule, du poulet, des oignons, des épices, du persil, du beurre rance, des amandes, de la cannelle et de la fleur d'orangé. Le plat est servi en pyramide et le poulet est caché sous la semoule parfumée. Peut-être préparé avec de la viande d'agneau ou des coquelets.                                             | Maroc                                                                                   |
| Couscous à l'Amlou,                                           | couscous b'amlou / كسكس بآملو                                                                  | [image] | Hors-d'œuvre ou dessert                      | Couscous garni et décoré de amlou, qui est une pâte sucrée marocaine, composée d'huile d'argan, d'amandes ou de cacahuètes et peut contenir du miel. | Souss                                                                                   |
| Couscous à la Luzerne                                         | Ifnouzen (en Tmzgt : ⵉⴼⵏⵓⵣⵏ) / « يفْنوزن »                                                      |         | Plat principal                               | Le couscous à la Luzerne (Ifnouzen) se consomme pendant la saison hivernale et procure des bienfaits nutritionnels,. | Sud-est du Maroc (Ouarzazate, Zagora, Merzouga)                                         |
| Seffa                                                         | seffa / السفة                                                                                  |         | Hors-d'œuvre, plat principal ou dessert      | Dépendant des variétés, la Seffa peut être servie en hors-d'œuvre, plat principal ou dessert. Elle peut être composée de semoule de couscous, de vermicelles ou de riz. | Maroc                                                                                   |
| Seffa de couscous                                             | Seffa del couscous / سفة دال كسكس                                                              |         | Hors-d'œuvre ou dessert                      | Type de couscous sucré luxueux du Maroc. Consiste en de la semoule sucrée, cuite à la vapeur, badigeonnée de beurre doux, de miel, de lait, puis saupoudrée de cannelle, de sucre glace. D'autres variantes existent aux amandes, raisins secs, noix et dattes etc...                                                                      | Maroc                                                                                   |
| Seffa de couscous Madfouna à l'agneau                         | Seffa del couscous madfouna bel lham / سفة دال كسكس مدفونة باللحم                              | [image] | Plat principal, servir chaud                 | Variété de la Seffa au couscous, c'est un mets salé-sucré qui se prépare avec de la semoule de couscous, de l'agneau dans son bouillon épicé ou de l'agneau en brochettes, variété aux épices marocaines appelée « Qotban », garni d'amandes concassées, de sucre glace et de cannelle.                                                    | Maroc                                                                                   |
| Seffa de vermicelles                                          | Seffa del chaâriya / سفة دال شعرية                                                             |         | Hors-d'œuvre ou dessert                      | Seffa dite aux «cheveux d'anges» (vermicelles) cuits à la vapeur, badigeonnés de beurre doux puis saupoudrés de cannelle, de sucre glace et d'amandes. | Maroc                                                                                   |
| Seffa aux raisins secs et aux amandes                         | Seffa bel zbib wa louz / سفة بالزبيب و اللوز                                                   | [image] | Hors-d'œuvre ou dessert                      | Seffa aux cheveux d'anges (vermicelles) combiné à des raisins secs et des amandes. Cette variété se prépare également avec du beurre, de la fleur d'oranger, du sucre glace, des amandes grillées, des raisins secs, de la cannelle. | Maroc                                                                                   |
| Seffa de vermicelles aux pigeons                              | Seffa del chaâriya bel hmam / سفة دال شعرية بالحمام                                            | [image] |                                              | Variété sucré-salé de la Seffa, préparée avec du pigeon et des épices, un bouillon épicé accompagne la viande. Garnie de sucre glace, cannelle et d'amandes effilées grillées, raisins secs. | Maroc                                                                                   |
| Seffa de vermicelles ensevelie ou « enterrée »                | seffa madfouna / سفة مدفونة                                                                    | [image] | Plat principal, servir chaud                 | Mets de vermicelles sucré-salé, aux amandes et composé d'un poulet rôti, épicé qui est enseveli ou « enterré » sous les vermicelles parfumées avec un bouillon épicé. | Maroc                                                                                   |
| Seffa de riz                                                  | Seffa del roz / سفة دال روز                                                                    | [image] | Hors-d'œuvre ou dessert                      | Appelé aussi «riz sucré», c'est une variété de la seffa au riz, cuit à la vapeur, badigeonné de beurre doux puis saupoudrée de cannelle, de sucre glace, d'amandes, et raisins secs ou de dattes, pruneaux caramélisées etc,. | Maroc                                                                                   |
| Seffa de riz ensevelie ou « enterrée »                        | seffa madfouna bel roz / سفة مدفونة بالرز                                                      | [image] | Plat principal, servir chaud                 | Mets au riz safrané, sucré-salé, aux amandes et composé d'un poulet rôti, épicé qui est enseveli ou « enterré » sous le riz parfumé avec un bouillon épicé. | Maroc                                                                                   |
| Tajine                                                        | (en Tmzgt : ⵟⴰⵊⵉⵏ (tajin) / طاجين                                                              |         | Plat principal                               | D'origine Amazigh et originaire du Maroc,, le Tajine est un terme utilisé pour désigner un ustensile de cuisson en terre cuite à couvert conique. La gastronomie marocaine comprend plus de 700 recettes de Tajine, offrant une large variété de tajine aux légumes, œufs, viandes rouges, blanches, séchées, aux crustacés, poissons etc. | Maroc                                                                                   |
| Tajine au lapin et aux figues                                 | tajin el arneb bil karmouss / طاجين الأرنب بالكرموس                                            |         | Plat principal, servir chaud                 | Tajine sucré-salé, préparé avec de la viande de lapin et des figues dans leur liqueur mielleuse et décorées d'amandes frites. | Maroc                                                                                   |
| Tajine de poulet aux pommes de terre, carottes et petits pois | tajin el batata bil khizo wa el jelbana / طاجين البطاطا بالخيزو والجلبانة                      |         | Plat principal, servir chaud                 | Ce tajine est une variété du tajine marocain à base de légumes, épicé à la marocaine et agrémenté d'olives et d'huile d'argan. | Maroc                                                                                   |
| Tajine aux pommes de terre, slaoui et aubergines              | tajin el batata bel slawi wa el denjen / طاجين البطاطا بالسلاوي و الدنجان                      |         | Plat principal, servir chaud                 | Plat dans sa variante végétarienne, préparé avec du slaoui, aussi appelé « courgettes marocaines » sont une variété de courgettes typique de la cuisine marocaine, dont le goût se différencie de la courgette traditionnelle. | Maroc                                                                                   |
| Tagine aux pommes de terre, slaoui et haricots verts          | tajin el batata wa el slawi wa el loubia el khadra / طاجين البطاطا و السلاوي و اللوبيا الخضراء |         | Plat principal, servir chaud                 | Tajine végétarien épicé et agrémenté de tomates et d'olives. Ce type de tajine est généralement cuit avec de l'huile d'argan. | Maroc                                                                                   |
| Pastilla                                                      | B'stila ou Bastila / بسطيلة                                                                    |         | Plat principal                               | La Pastilla « B'stela », est confectionné à base de « warqa » (feuilles transparentes), sa farce dépend des traditions régionales. Il existe donc plusieurs versions de la Pastilla au Maroc, suivant l'histoire singulière de chaque ville.                                                                                               | Maroc                                                                                   |
| Pastilla aux pigeons                                          | bastila bel hmam ou bastila fassiya / بسطيلة بالحمام - البسطيلة الفاسية                        |         | Plat principal, servir chaud                 | Recette traditionnelle et séculaire de la ville de Fès, aussi appelée « tarte aux pigeons »,, cette Pastilla est préparée à base de pigeons, accompagnée d'une farce d'amandes et d'une liqueur sucrée aux raisins. | Fès,.                                                                                   |
| Pastilla de Tétouan                                           | Bastila tetouania / البسطيلة التطوانية                                                         |         | Plat principal, servir chaud                 | La Pastilla de Tétouan est une recette régionale séculaire de la ville. Différentes des autres pastillas, elle est dite « acide / حامضة », préparée à base de poulet, d'œufs, de citrons, d'épices, de beurre rance. | Tétouan                                                                                 |
| Pastilla de Safi                                              | Bastila mesfiouwiya / البسطيلة المسفيوية                                                       |         | Plat principal, servir chaud                 | La Pastilla acide de Safi à base de poulet, d'œufs et de citron, différencie de la Pastilla de Tétouan, notamment par l'ajout de miel et par d'autres spécificités. | Safi                                                                                    |
| Pastilla l'horra                                              | Bastila l'horra ou Bastila rbatia / بسطيلة الحرة - بسطيلة رباطية                               |         | Entrée, Hors-d'œuvre                         | Pastilla à base d’amandes pilées et assaisonnées de sucre, de cannelle, de l’eau de fleur d’oranger et de gomme arabique. Il s'agit d'une pastilla typique de Rabat. | Rabat                                                                                   |
| Pastilla au poulet et aux amandes                             | bastila bel djej wa el louz / بسطيلة بالدجاج و اللوز                                           |         | Plat principal, servir chaud                 | Pastilla au poulet, préparée avec du poulet cuit dans des épices marocaines, avec des amandes mondées, torréfiées, concassées puis trompées dans une liqueur à la cannelle et au sucre glace,. | Maroc                                                                                   |
| Pastilla aux fruits de mer                                    | bastila del hout ou bastila bahriya / بسطيلة دال حوت - بسطيلة بحرية                            |         | Plat principal, servir tiède                 | Aussi appelée «pastilla marine», préparée avec une garniture aux fruits de mer (crevettes, calamars, etc.) marinées, et du poisson, auquel sont ajoutées diverses garnitures et des épices. | Villes côtières du Maroc (côte méditerranéenne et atlantique) : Rif et la côte atlante. |
| Tanjia                                                        | tanjia marrakchia / طنجية مراكشية                                                              |         | Plat principal, servir chaud                 | Préparation culinaire de viande de bœuf ou d'agneau, citrons confits, huile d'olive, beurre rance et épices, qui mijotent pendant des heures dans une jarre en terre cuite, de laquelle cette spécialité tire son nom. | Marrakech                                                                               |
| Poulet rôti à la deghmira                                     | djaj mhamer bdeghmira / دجاج محمر بالدغميرة                                                    |         | Plat principal, servir chaud                 | Poulet rôti cuit dans sa chermoula marocaine et accompagné d'une sauce onctueuse épicée appelée « deghmira ». | Maroc                                                                                   |
| Pizza berbère                                                 | Medfouna ou medfouna filaliya / مدفونة فيلالية                                                 |         | Plat principal, servir chaud                 | Mets rustique de la gastronomie marocaine, la medfouna est une sorte de pizza, recouverte d'une pâte, cuite au feu de bois ou sous le sable du désert et garnie aux choix de tomates, œufs, poivrons grillés, fromage, viande hachée, d'épices etc....                                                                                     | Draâ-tafilalet                                                                          |

## Pain, brioches, crêpes et feuilletés
| Appellation culinaire | Darija                                                     | Image | Description | Région d'origne |
| --------------------- | ---------------------------------------------------------- | ----- | --- | --------------- |
| Warqa                 | warka / ورقة signifie « feuille » dans le langage marocain |       | Différente de la pâte phyllo et de la pâte à brick, la warqa est une sorte de feuille transparente. La warqa est utilisée dans la confection de nombreux mets marocains comme la Pastilla ou les Briouates. | Maroc           |

## Desserts, pâtisseries et gâteaux
- baghrir ;
- briwat ;

| Appellation culinaire | Darija | Image | Description | Région d'origine |
| --------------------- | ------ | ----- | --- | ---------------- |
| Chebakia              | شباكية |       | La chebakia est une pâtisserie frite, sa pâte est préparée à base de farine, d'œufs, de beurre fondu, d'anis, de cannelle, de beurre rance, de gomme arabique, de safran, de vinaigre et de fleur d'oranger. La pâte est ensuite formée en rosaces puis trempée dans du miel et saupoudrée de graines de sésames grillées. | Maghreb          |

- cornes de gazelle ;
- feqqas (biscuit croquant) ;
- ghribiya ;
- sellou ;
- sfenj.

## Street-food
| Appellation culinaire | Darija                           | Image | Description | Région d'origine |
| --------------------- | -------------------------------- | ----- | --- | ---------------- |
| Soupe d'escargots     | Ghlala ou babouch / غلالة - ببوش |       | La soupe d'escargots est préparée avec de bâtonnets de racines de réglisse, du thé vert, de la menthe pouliot, de la menthe, des graines de cumin, du carvis, des graines d'anis, du piment fort, du thym et du sel. | Maroc            |

## Autres
- Thé à la menthe